# Накама (река)
Накама (яп. 仲間川 накамагава) — река в Японии на острове Ириомоте (острова Яэяма). Протекает по территории префектуры Окинава.
Длина реки составляет 12,3 км. Площадь водосборного бассейна — 32,3 км².
Исток реки находится под горой Хаэгиси (南風岸岳, 425 м). Река течёт в восточном направлении и впадает в лагуну Секисей (石西礁湖).
В верховьях и среднем течении река течёт через ущелья, окружённые субтропическими лесами. В низовьях образует эстуарий, покрытый мангровыми зарослями, на правом берегу густо растёт Яэямская пальма (Satakentia). Эта часть входит в национальный парк Ириомоте-Исигаки. Также в низовьях Накамы есть ватты. Влияние морской воды сказывается на 10 км от устья.
По реке проводятся экскурсии на катерах.